# Faustino Villanueva Villanueva
Faustino Villanueva Villanueva (ur. 15 lutego 1931 w Yesie, zm. 10 lipca 1980 w Joyabaj) – hiszpański duchowny katolicki posługujący w Gwatemali, misjonarz, członek zakonu Misjonarzy Najświętszego Serca Jezusowego, męczennik, ofiara wojny domowej w Gwatemali, błogosławiony Kościoła katolickiego.

## Życiorys
Urodził się w 1931 w Yesie. W 1949 roku wstąpił do zakonu Misjonarzy Najświętszego Serca Jezusowego. 8 września 1953 złożył śluby zakonne, natomiast 8 września 1958 przyjął święcenia kapłańskie. Po święceniach został profesorem w seminarium zgromadzenia Misjonarzy Najświętszego Serca Jezusowego. W 1959 roku wyjechał na misję do Gwatemali. Został proboszczem parafii Wniebowzięcia Najświętszej Maryi Panny w Joyabaj. 10 lipca 1980 roku w czasie wojny domowej w Gwatemali został aresztowany i zamordowany przez szwadrony śmierci. 23 stycznia 2020 papież Franciszek podpisał dekret o męczeństwie jego i 9 towarzyszy, co otworzyło drogę do ich beatyfikacji, która odbyła się 23 kwietnia 2021 roku.